# Zhonghua Shuju
Zhonghua Shuju (chinesisch 中华书局 / 中華書局, Pinyin Zhōnghuá Shūjú) ist ein Verlagshaus in China mit einem Schwerpunkt auf Geisteswissenschaften, vor allem auf klassischen chinesischen Werken. Der Hauptsitz ist in Beijing.

## Geschichte
Das Verlagshaus wurde im Januar 1912 vom Pädagogen Lufei Kui in Shanghai  gegründet. Mit dem Ziel, der „Erleuchtung der Menschen“ zu dienen, wurden anfänglich vor allem Lehrbücher und allgemeinverständliche Werke zu Wissenschaft und Kultur veröffentlicht. So trug der Verlag zur Förderung der modernen Erziehung bei und entwickelte sich rasch zu einem modernen Unternehmen. Die Publikationen deckten ein breites Spektrum von Büchern über China, über Sozial- und Naturwissenschaften, über die Antike bis zur Gegenwart ab.
1958 wurde Zhonghua zu einem Verlag für antike und moderne Klassiker in den Geisteswissenschaften. Seitdem veröffentlichte Zhonghua eine große Zahl von Klassikern der Literatur, Geschichte, Philosophie und Sprache sowie bedeutende Enzyklopädien. Bedeutende editorische Leistungen sind unter vielen anderen beispielsweise die großen Publikationsprojekte der 24 Dynastiegeschichten, des Zizhi Tongjian und des Qing shigao.
Seit seiner Gründung wurden in diesem Verlag über 20.000 Titel veröffentlicht.